# Róvnoie (Krasnoiarsk)
|  | Per a altres significats, vegeu «Róvnoie». |

Róvnoie (en rus: Ровное) és un poble del krai de Krasnoiarsk, a Rússia, que en el cens del 2010 tenia 639 habitants. Pertany al districte de Balakhtà.